# (8000) Isaac Newton
Pour les articles homonymes, voir Newton.
(8000) Isaac Newton est un astéroïde de la ceinture principale découvert le 5 septembre 1986 à l'observatoire européen austral par l'astronome belge Henri Debehogne (1928-2007). Sa désignation provisoire était 1986 RL5.
Il doit son nom au physicien et astronome anglais Sir Isaac Newton (1643-1727).